# 羟基酪醇
羟基酪醇（英語：Hydroxytyrosol）是一种苯乙醇衍生物，也称为3,4-二羟基苯乙醇，3,4-dihydroxyphenylethanol，属于植物化學成分，存在于油橄欖（学名：Olea europaea）制作的橄欖油、橄榄叶中。